# Darius Lukminas
Darius Lukminas, född 9 februari 1968 i Kaunas, Litauiska SSR, Sovjetunionen, är en litauisk basketspelare som tog OS-brons 1996 i Atlanta. Detta var Litauens andra bronsmedalj i rad i herrarnas turnering i basket vid olympiska sommarspelen. Han har spelat för Žalgiris Kaunas.